# Theo Jeuken
Th.H. (Theo) Jeuken (ca. 1931) is een politicus van het CDA. 
Hij werd in november 1976 burgemeester van Gendt en in november 1982 volgde zijn benoeming tot burgemeester van de gemeente Bergh. Hij zou daar burgemeester blijven tot 1990. In 1991 was hij nog enige tijd waarnemend burgemeester van Groenlo.

## Trivia
Jeuken stuurde op 16 december 1983 een afscheidsbrief naar die inwoners van Wijnbergen die per 1 januari 1984 bij de gemeente Doetinchem worden ingedeeld.